# Список територіальних громад Рівненської області

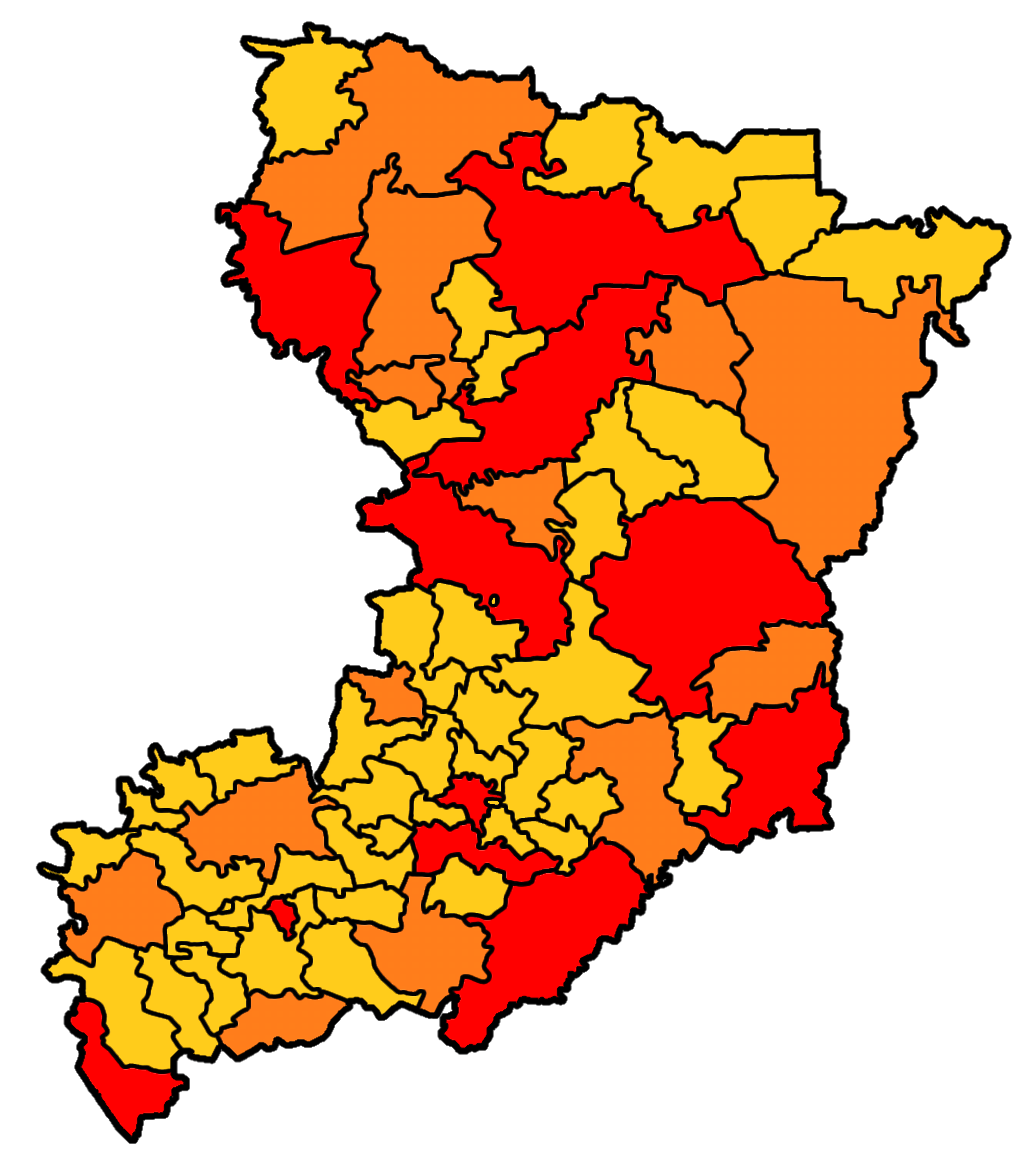
Громади Рівненщини

Територіальні громади Рівненщини
Рівненська область налічує 64  територіальні громади: 11 міських, 13 селищних та 40 сільських.
▲Найбільша -  Рокитнівська 1 572,1 км².
▼Найменша -  Дубенська 27,1 км².
▲Найбільш чисельна -  Рівненська 253 406.
▼Найменш чисельна - Підлозцівська 1 836. 
▲Найбільше населених пунктів -  Острозька (56).
▼Найменше населених пунктів - Дубенська (1).
Позначено міські громади (🟥).
Позначено селищні громади (🟧).
Позначено сільські громади (🟨).
Також в області є 4 ексклави:
- 2 у Великоомелянській сільській громаді.
- 1 у Повчанській сільській громаді.
- 1 у Головинській сільській громаді.

## Загальний перелік громад
Інформація станом на 2020 рік
| №  | Громада          | Тип      | Адмін. центр    | Район(прапор) | Нас. пунктів | Площа (км²) | Населення (тис. осіб) |
| -- | ---------------- | -------- | --------------- | ------------- | ------------ | ----------- | --------------------- |
| 1  | Антонівська      | сільська | Антонівка       | Вараський     | 4            | 117,0       | 5 699                 |
| 2  | Бабинська        | сільська | Бабин           | Рівненський   | 11           | 121,1       | 6 930                 |
| 3  | Березнівська     | міська   | Березне         | Рівненський   | 37           | 1 184,4     | 51 285                |
| 4  | Березівська      | сільська | Березове        | Сарненський   | 10           | 505,4       | 12 022                |
| 5  | Бокіймівська     | сільська | Бокійма         | Дубенський    | 14           | 192,0       | 5 450                 |
| 6  | Боремельська     | сільська | Боремель        | Дубенський    | 11           | 102,8       | 3 153                 |
| 7  | Бугринська       | сільська | Бугрин          | Рівненський   | 12           | 90,0        | 4 118                 |
| 8  | Білокриницька    | сільська | Біла Криниця    | Рівненський   | 11           | 122,0       | 9 830                 |
| 9  | Вараська         | міська   | Вараш           | Вараський     | 18           | 608,7       | 52 916                |
| 10 | Варковицька      | сільська | Варковичі       | Дубенський    | 12           | 148,2       | 5 385                 |
| 11 | Великомежиріцька | сільська | Великі Межирічі | Рівненський   | 16           | 191,6       | 7 892                 |
| 12 | Великоомелянська | сільська | Велика Омеляна  | Рівненський   | 6            | 103,2       | 3 736                 |
| 13 | Вербська         | сільська | Верба           | Дубенський    | 9            | 112,6       | 4 534                 |
| 14 | Вирівська        | сільська | Вири            | Сарненський   | 11           | 390,0       | 12 857                |
| 15 | Висоцька         | сільська | Висоцьк         | Сарненський   | 10           | 299,6       | 5 694                 |
| 16 | Володимирецька   | селищна  | Володимирець    | Вараський     | 22           | 702,2       | 26 380                |
| 17 | Головинська      | сільська | Головин         | Рівненський   | 12           | 201,9       | 7 114                 |
| 18 | Городоцька       | сільська | Городок         | Рівненський   | 12           | 131,7       | 10 657                |
| 19 | Гощанська        | селищна  | Гоща            | Рівненський   | 40           | 480,3       | 22 923                |
| 20 | Демидівська      | селищна  | Демидівка       | Дубенський    | 23           | 312,6       | 11 997                |
| 21 | Деражненська     | сільська | Деражне         | Рівненський   | 9            | 225,5       | 6 242                 |
| 22 | Дубенська        | міська   | Дубно           | Дубенський    | 1            | 27,1        | 37 257                |
| 23 | Дубровицька      | міська   | Дубровиця       | Сарненський   | 40           | 1 094,2     | 34 625                |
| 24 | Дядьковицька     | сільська | Дядьковичі      | Рівненський   | 17           | 157,1       | 5 802                 |
| 25 | Зарічненська     | селищна  | Зарічне         | Вараський     | 31           | 1 086,8     | 28 604                |
| 26 | Здовбицька       | сільська | Здовбиця        | Рівненський   | 15           | 149,3       | 9 940                 |
| 27 | Здолбунівська    | міська   | Здолбунів       | Рівненський   | 14           | 152,2       | 31 528                |
| 28 | Зорянська        | сільська | Зоря            | Рівненський   | 15           | 192,5       | 13 394                |
| 29 | Каноницька       | сільська | Каноничі        | Вараський     | 5            | 165,3       | 6 190                 |
| 30 | Клеванська       | селищна  | Клевань         | Рівненський   | 6            | 110,6       | 13 744                |
| 31 | Клесівська       | селищна  | Клесів          | Сарненський   | 7            | 338,6       | 10 493                |
| 32 | Козинська        | сільська | Козин           | Дубенський    | 22           | 181,1       | 7 255                 |
| 33 | Корецька         | міська   | Корець          | Рівненський   | 34           | 527,8       | 24 327                |
| 34 | Корнинська       | сільська | Корнин          | Рівненський   | 5            | 66,0        | 7 439                 |
| 35 | Костопільська    | міська   | Костопіль       | Рівненський   | 30           | 653,4       | 44 042                |
| 36 | Крупецька        | сільська | Крупець         | Дубенський    | 25           | 297,9       | 8 967                 |
| 37 | Локницька        | сільська | Локниця         | Вараський     | 20           | 355,1       | 5 880                 |
| 38 | Малинська        | сільська | Малинськ        | Рівненський   | 6            | 210,7       | 5 615                 |
| 39 | Малолюбашанська  | сільська | Мала Любаша     | Рівненський   | 11           | 416,7       | 5 649                 |
| 40 | Миляцька         | сільська | Миляч           | Сарненський   | 9            | 422,5       | 6 164                 |
| 41 | Мирогощанська    | сільська | Мирогоща Друга  | Дубенський    | 14           | 114,4       | 6 774                 |
| 42 | Млинівська       | селищна  | Млинів          | Дубенський    | 41           | 401,2       | 19 714                |
| 43 | Мізоцька         | селищна  | Мізоч           | Рівненський   | 26           | 356,6       | 14 127                |
| 44 | Немовицька       | сільська | Немовичі        | Сарненський   | 6            | 277,6       | 11 256                |
| 45 | Олександрійська  | сільська | Олександрія     | Рівненський   | 15           | 207,8       | 9 799                 |
| 46 | Острожецька      | сільська | Острожець       | Дубенський    | 14           | 139,0       | 5 810                 |
| 47 | Острозька        | міська   | Острог          | Рівненський   | 56           | 704,7       | 42 678                |
| 48 | Повчанська       | сільська | Повча           | Дубенський    | 9            | 94,1        | 1 853                 |
| 49 | Полицька         | сільська | Полиці          | Вараський     | 8            | 177,0       | 5 674                 |
| 50 | Привільненська   | сільська | Привільне       | Дубенський    | 16           | 147,2       | 5 528                 |
| 51 | Підлозцівська    | сільська | Підлозці        | Дубенський    | 9            | 63,5        | 1 836                 |
| 52 | Радивилівська    | міська   | Радивилів       | Дубенський    | 24           | 227,5       | 18 663                |
| 53 | Рафалівська      | селищна  | Рафалівка       | Вараський     | 8            | 111,4       | 7 256                 |
| 54 | Рокитнівська     | селищна  | Рокитне         | Сарненський   | 25           | 1 572,1     | 39 468                |
| 55 | Рівненська       | міська   | Рівне           | Рівненський   | 2            | 62,7        | 253 406               |
| 56 | Сарненська       | міська   | Сарни           | Сарненський   | 36           | 815,4       | 65 963                |
| 57 | Семидубська      | сільська | Семидуби        | Дубенський    | 17           | 216,0       | 4 454                 |
| 58 | Смизька          | селищна  | Смига           | Дубенський    | 14           | 192,8       | 7 459                 |
| 59 | Соснівська       | селищна  | Соснове         | Рівненський   | 12           | 316,5       | 6 756                 |
| 60 | Старосільська    | сільська | Старе Село      | Сарненський   | 4            | 274,5       | 6 952                 |
| 61 | Степанська       | селищна  | Степань         | Сарненський   | 10           | 222,8       | 7 104                 |
| 62 | Тараканівська    | сільська | Тараканів       | Дубенський    | 18           | 217,4       | 7 937                 |
| 63 | Шпанівська       | сільська | Шпанів          | Рівненський   | 9            | 80,3        | 10 558                |
| 64 | Ярославицька     | сільська | Ярославичі      | Дубенський    | 10           | 106,8       | 2 702                 |
|    | Рівненська       | область  | Рівне           |               | 1 026        | 20 051      | 1 147 456             |

Джерело інформації:
https://decentralization.ua/areas/0362/gromadu